# عبدالعزیز فلاته
عبدالعزیز فلاته (عربی: عبد العزيز فلاته؛ زادهٔ ۲۸ دسامبر ۱۹۸۵) یک ورزشکار اهل عربستان سعودی است.
از باشگاه‌هایی که در آن بازی کرده‌است می‌توان به باشگاه فوتبال الوحده عربستان سعودی، باشگاه فوتبال الفیصلی عربستان سعودی، باشگاه فوتبال القادسیه عربستان سعودی، باشگاه فوتبال النصر عربستان سعودی، باشگاه فوتبال التعاون عربستان سعودی، و باشگاه فوتبال الوحده عربستان سعودی اشاره کرد.